# Општа географија
Општа географија је део географије који изучава географски омотач у најопштијим законима његовог састава, структуре и развоја. Општа географија представља синтезу између физичке географије и друштвене географије, тј. повезује знања једне и дуге области у јединствену целину.

## Подела опште географије
- Регионална географија
- Картографија
- Теоријска географија
- Методологија географије